# Ткаченко, Максим Николаевич
Максим Николаевич Ткаченко (укр. Максим Миколайович Ткаченко; род. 24 января 1983 года, Луганск) — украинский предприниматель, политик. Народный депутат Украины IX созыва.
Советник Секретаря СНБО по вопросам реинтеграции и восстановления Донбасса.

## Биография
Образование высшее.
Продюсер, основатель, генеральный директор компании «Квартал-Концерт». Ткаченко является руководителем Летнего театра «Морвокзал». Работал концертным директором певицы Тины Кароль.
Продюсер украинской группы «Без Обмежень», продюсер шоу «Dinner Show Hotel Freedom». До 2014 года проживал в Луганске, был руководителем компании «Мастер шоу».

## Политическая деятельность
Во время президентских выборов 2019 года возглавлял команду Владимира Зеленского в подконтрольной Украине части Луганской области.
Кандидат в народные депутаты от партии «Слуга народа» на парламентских выборах 2019 года, № 25 в списке. На время выборов: руководитель ООО «Квартал-Концерт», член партии «Слуга народа». Проживает в Киеве.
Заместитель председателя депутатской фракции партии «Слуга народа».
Первый заместитель председателя Комитета Верховной Рады по правам человека, деоккупации и реинтеграции временно оккупированных территорий в Донецкой, Луганской областях и Автономной Республики Крым, города Севастополя, национальных меньшинств и межнациональных отношений.
Заместитель руководителя группы по межпарламентским связям с Республикой Казахстан, заместитель руководителя группы по межпарламентским связям с Государством Кувейт.